# Alfred Boulay de la Meurthe
Pour les articles homonymes, voir Boulay de la Meurthe, Boulay et Meurthe.
Le comte Alfred Boulay de la Meurthe (3 novembre 1843, Paris - 3 septembre 1926, Château de Fretay (Loches), est un historien français.

## Biographie
Fils du comte François Joseph Boulay de la Meurthe et beau-frère d'Augustin-Fernand Caillard d'Aillières, il devient auditeur au Conseil d'État en 1868.
Il collabore au Correspondant.
Il se consacre aux travaux historiques et est l'un des fondateurs de la Société d'histoire diplomatique. Il préside la Société archéologique de Touraine (1875-1878 et 1919-1926), la Société de l'histoire de Paris et de l'Île-de-France (1888), la Société d'histoire diplomatique, la Société d'histoire moderne et contemporaine et la Société de l'histoire de France (1911).

## Publications
- Notice historique sur la seigneurie d'Aillières (ancienne baronnie du Sounois) (1880)
- La négociation du concordat II, État religieux de la France en novembre 1800, l'abbé Bernier III, Les deux premiers projets de Concordat (1882)
- Le Directoire et l'expédition d'Égypte (1880)
- La négociation du concordat I II III (1881-1882)
- Le Directoire et l'expédition d'Égypte : étude sur les tentatives du Directoire pour communiquer avec Bonaparte, le secourir et le ramener (Hachette, 1885)
- Les dernières années du duc d'Enghien (1801-1804) (Hachette, 1886)
- Histoire des pertes subies en 1814 et 1815 par les archives de l'Empire (1889)
- Le Concordat de 1801 (1890)
- Documents sur la négociation du Concordat et sur les autres : rapports de la France avec le Saint Siège en 1800 et 1801 (1891-1905)
- Histoire des guerres de religion à Loches et en Touraine (1906)
- Les Prisonniers du roi à Loches sous Louis XIV (1911)
- Pierre Carreau et les travaux sur l'histoire de Touraine jusqu'à Chalmel (1919)
- Histoire de la négociation du concordat de 1801 (Mame, 1920, 1922) - Grand prix Gobert 1921[1]
- Histoire du rétablissement du culte en France (1802-1805) (Mame, 1925)

## Famille
Il est le 4e comte Boulay de La Meurthe.
Il s'est marié le 24 avril 1875 à Paris 8e, avec Noémi Caillard d'Aillières, dont :
- Marie Boulay de la Meurthe (1876-1924), religieuse
- André Boulay de la Meurthe, 5e comte Boulay de La Meurthe (1878-1951), officier d'infanterie
- Cécile Boulay de la Meurthe (1879-1907)
- Jeanne Boulay de la Meurthe (1882-1972)
- Emmanuel Boulay de la Meurthe, 6e comte Boulay de La Meurthe (1887-1971), industriel, officier.

## Sources
- Grand Larousse encyclopédique, Volume 2, 1960
- Revue des études historiques, Volume 93, 1927